# Machimus soikai
Machimus soikai là một loài ruồi trong họ Asilidae. Machimus soikai được Janssens miêu tả năm 1961. Loài này phân bố ở vùng Cổ Bắc giới.